# Molossus currentium
Molossus currentium (Молос Томаса) — вид кажанів родини молосових.

## Таксономічні нотатки
До 2001 року вид мав назву Molossus bondae, на основі голотипу, який в 1904 році у Колумбії зібрав Бонда. Зоолог Джоель Асаф Ален згодом назвав вид, як Molossus bondae. Але трьома роками раніше, Олдфілд Томас уже описував цей вид як підвид, Molossus obscurum currentium. Пізніше він був визнаний видом і, отже, перейменований в Molossus currentium. У 2001 році опубліковане дослідження показало, що Molossus bondae і Molossus obscurum currentium один, і той же вид, який був описаний фактично два рази. Згідно зі звичайними правилами номенклатури в біології вид з 2001 року носить назву Molossus currentium (Thomas, 1901).

## Поширення
Країни проживання: Аргентина, Бразилія, Колумбія, Коста-Рика, Еквадор, Гондурас, Нікарагуа, Панама, Парагвай, Перу, Зовнішні малі острови США. М. currentium — комахоїдний, у першу чергу житель тропічних лісів.

## Опис
Довжина голови й тіла близько 70 мм, важить в середньому 18 грамів, самиці більші за самців. Хвіст може бути до 40 мм. Хутро Molossus currentium 2-2,5 мм завдовжки і на спині зазвичай червонувато-коричневого кольору. Тим не менш, різні особини можуть бути різного кольору, від оранжево-коричневого до чорного. 

## Спосіб життя
Колонії перебувають разом в печерах, ущелинах і дуплах дерев, в будівлях, де тварини можуть знаходитись у вузькому просторі під дахом в екстремальних температурах. Іноді можна знайти в одній будівлі з колонією Molossus currentium також колонію Molossus sinaloe. Самиці народжують одне дитинча. 